# Frödingstenen i Alster

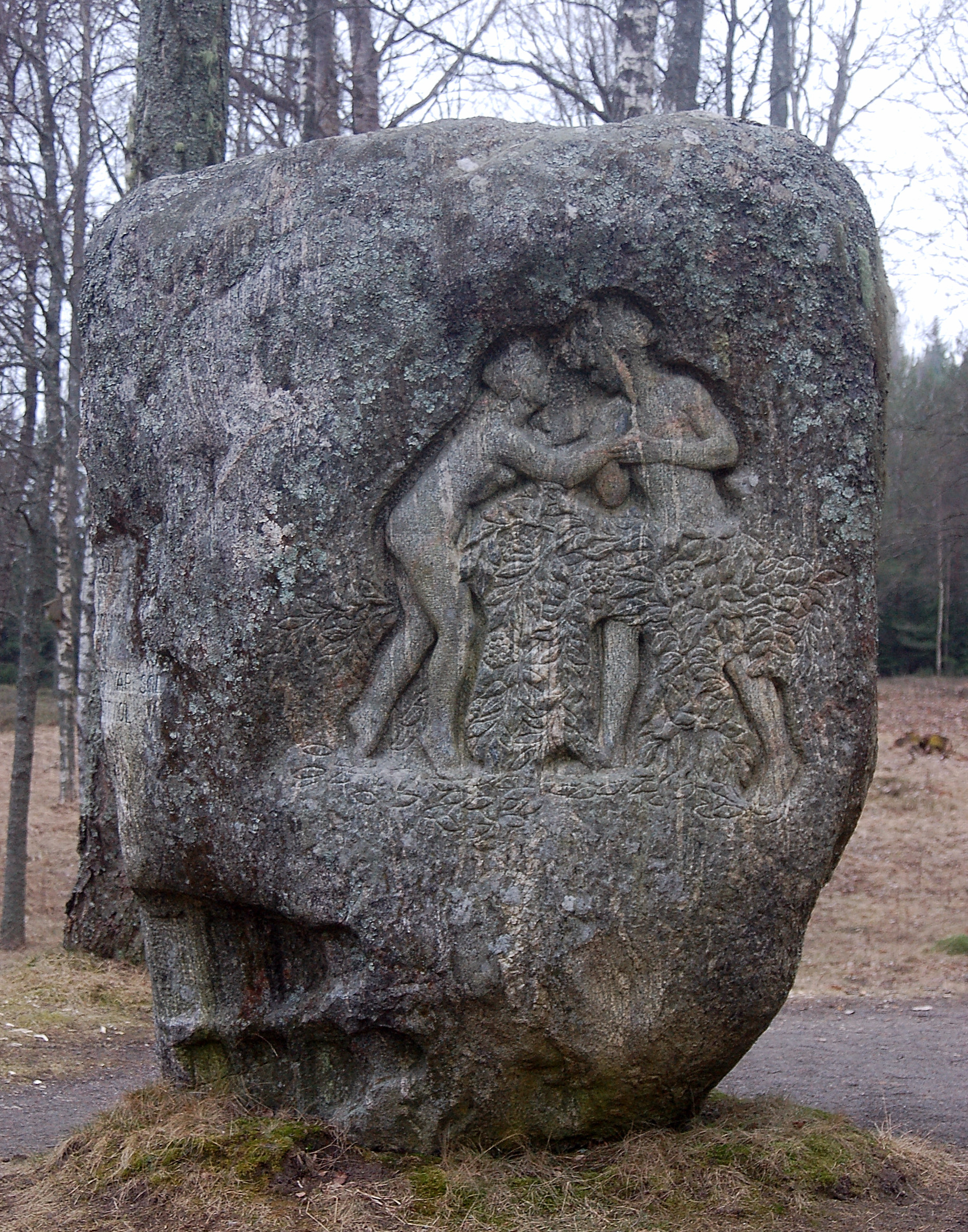
En morgondröm

Frödingstenen i Alster skapades av bildhuggaren Christian Eriksson och restes 1921. Stenens tre motiv symboliserar olika sidor i Gustaf Frödings diktning - den lyckliga barndomen, drömmen den erotiska renlevnaden och svårmodet hos den grubblande skalden.
Under skaldens porträtt på stenens södra sida citeras andra sången i "Strövtåg i hembygden":
Och här är dungen, där göken gol,

små tösor sprungo här

med bara fötter och trasig kjol

att plocka dungens bär,

och här var det skugga och här var sol

och här var det gott om nattviol,

den dungen är mig kär,

min barndom susar där.
Motivet på norra sidan, prinsessan och trollet, är hämtat ur "Ett gammalt bergtroll" och den östra sidan visar mannen och kvinnan i "En morgondröm".
Beslut om monumentet fattades på Värmländska ungdomsmötet i Kil 1910 och den kunde invigas på ungdomsmötet i Alster 1921, tio år efter skaldens död.